# 부산 복천동 고분군
부산 복천동 고분군(釜山 福泉洞 古墳群, 영어: Ancient Tombs in Bokcheon-dong, Busan)은 부산광역시 동래구 복천동 일원의 구릉 위에 있는 가야시대 때의 무덤들이다. 여러 차례에 걸친 발굴조사로 40여 기의 무덤이 확인되었으나, 대부분의 무덤은 아직도 땅 밑에 남아있다. 1981년 6월 9일 대한민국의 사적 제273호로 지정되었다.

## 복산1구역 재개발사업
복산1구역 재개발사업은 동래구 복천동 고분군 인근에 주거단지에 4696세대 규모의 대규모 아파트 단지를 조성하는 계획이 발의되었다.
복천동 고분군을 비롯한 문화재가 아파트 병풍에 갇혀버리게 될 거란 우려가 나왔다.
하지만 공사과정에서 문화재가 추가 출토될 가능성도 제기되었다.
현장실사가 진행되는 동안 재개발 조합원 230명이 심의 통과를 촉구했다.
복산1구역 재개발 사업 진행 여부는 향후 도시계획위원회 심의에서 결정될 예정에 있다.

## 현지 안내문
부산 복천동 일대의 구릉 위에 있는 가야 때 무덤들이다. 여러 차례에 걸친 발굴조사로 40여 기의 무덤이 확인되었으나, 대부분의 무덤은 아직도 땅 밑에 남아있다.
무덤의 형태는 땅을 파서 넓은 방을 만들고 나무관을 넣은 덧널무덤(토광목곽묘), 땅속에 네모난 돌로 벽을 쌓고 천장을 덮어 만든 구덩이식 돌방무덤(수혈식석실묘), 땅속에 시체를 바로 묻는 널무덤을 비롯해 여러 가지 형식의 무덤들이 있다. 이 무덤들에는 도굴되지 않은 큰 무덤이 많아 2000점 이상의 다양한 유물이 출토되었다.
굽다리접시(고배), 목항아리(장경호), 토제등잔을 비롯한 토기류는 4∼5세기 낙동강 하류지역의 특징적인 토기들이다. 철제 갑옷·투구류도 다양하게 출토되었다. 특히 4호 무덤에서 나온 단갑은 우리나라에서 처음 발견된 갑옷이다. 11호에서 출토된 괘갑은 부속장식까지 완전하게 갖춘상태로 발견되었는데 이런 완제품은 우리나라에서 처음 발견되는 것이다. 10호 무덤에서 발견된 말갖춤(마구)는 완전히 갖추어진 실전용으로 처음 발견되었다. 이러한 갑옷·투구류는 고구려 고분벽화에 그려져 있는 것과 같다.
복천동 무덤에서 보이는 새로운 무덤양식은 무덤의 변천과 흐름 연구에 중요한 실마리를 제공해 주고 있다.
※(동래복천동고분군 → 부산 복천동 고분군)으로 명칭변경 (2011.07.28 고시)

## 출토 유물
- 부산 복천동 출토 금동관 - 보물 1922호
- 부산 복천동 22호분 출토 청동칠두령 - 보물 제2019호
- 부산 복천동 38호분 출토 철제갑옷 일괄 - 보물 제2020호
- 부산 복천동 11호분 출토 도기 거북장식 원통형 기대 및 단경호 - 보물 제2059호

## 사진

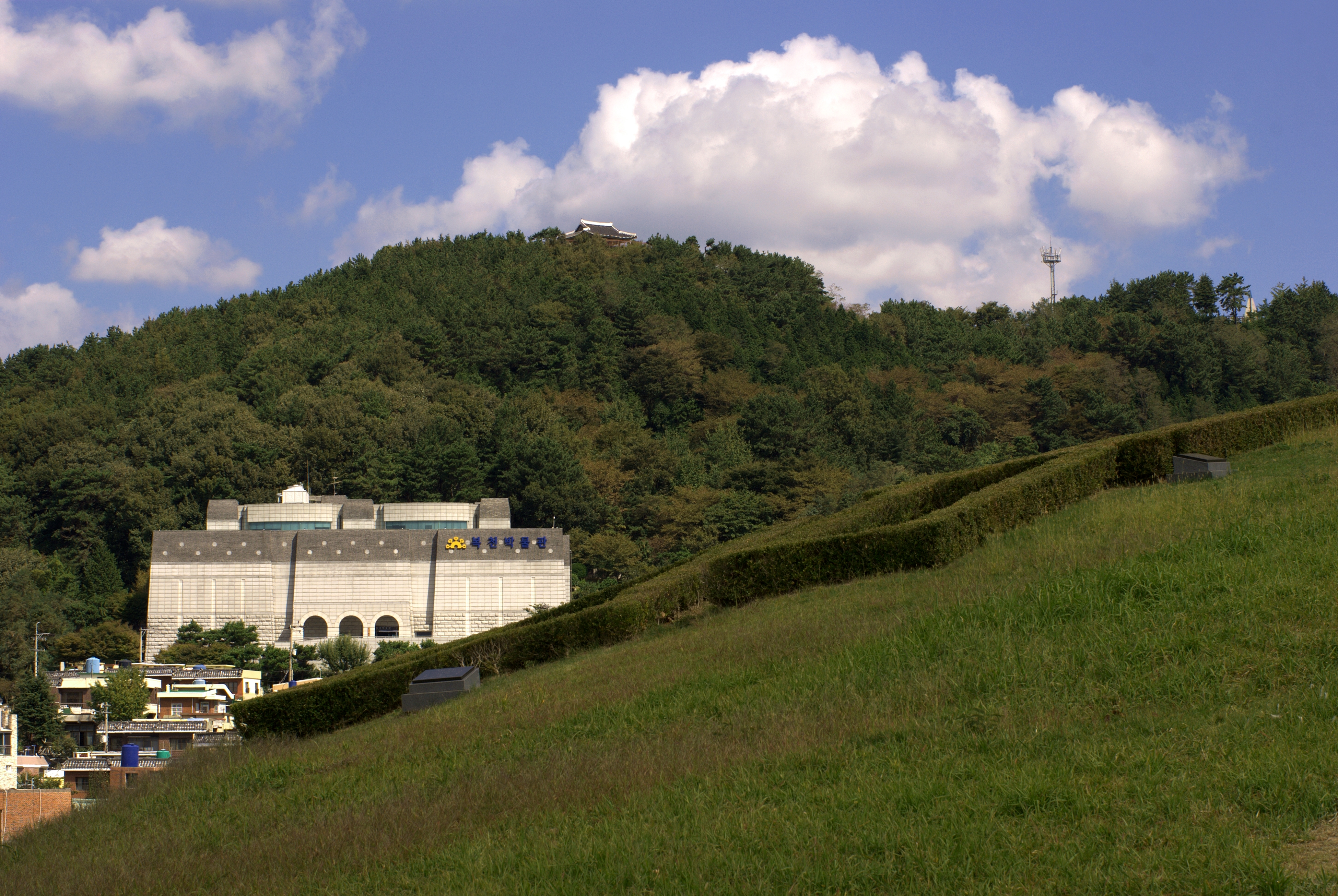
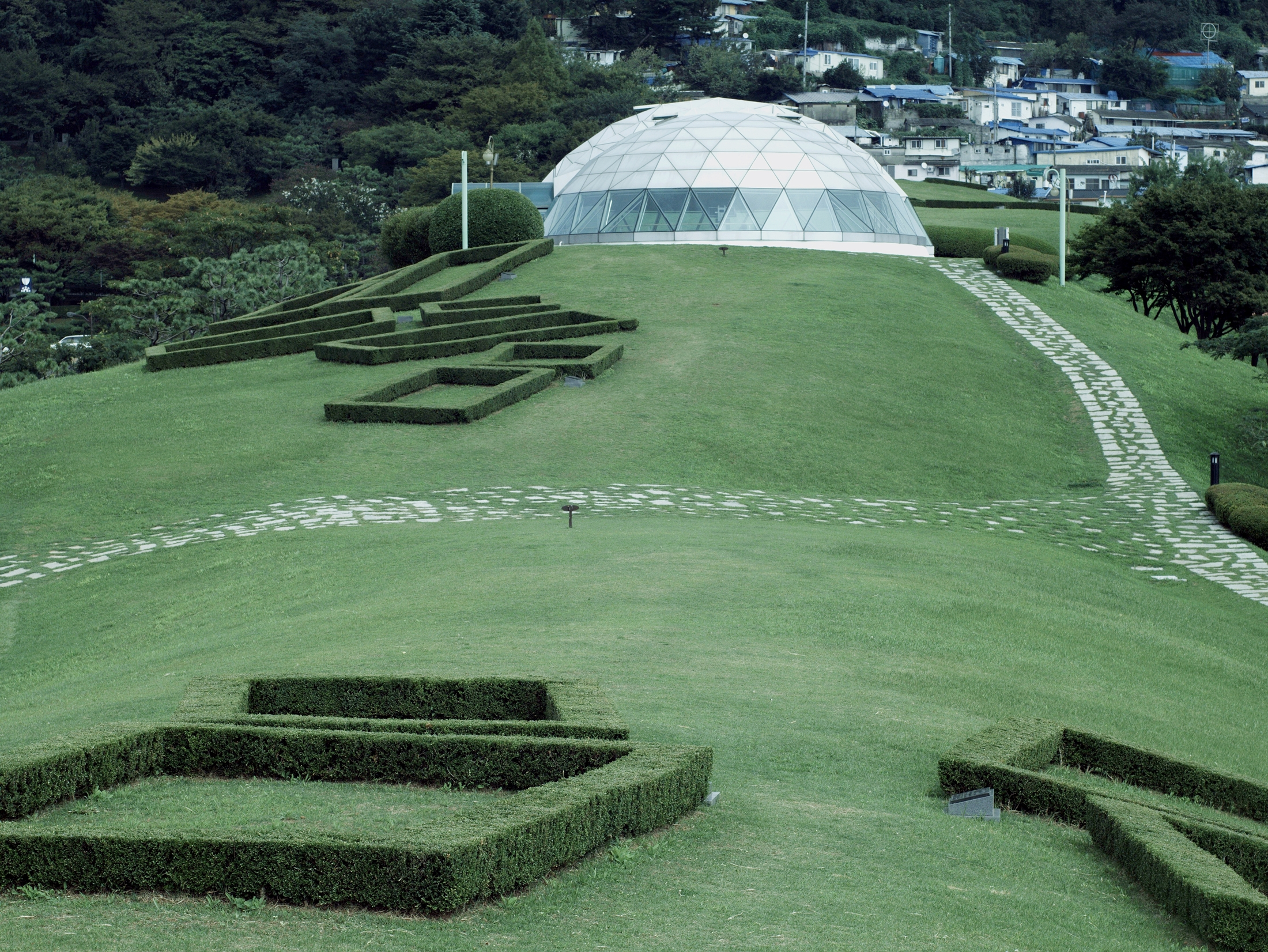
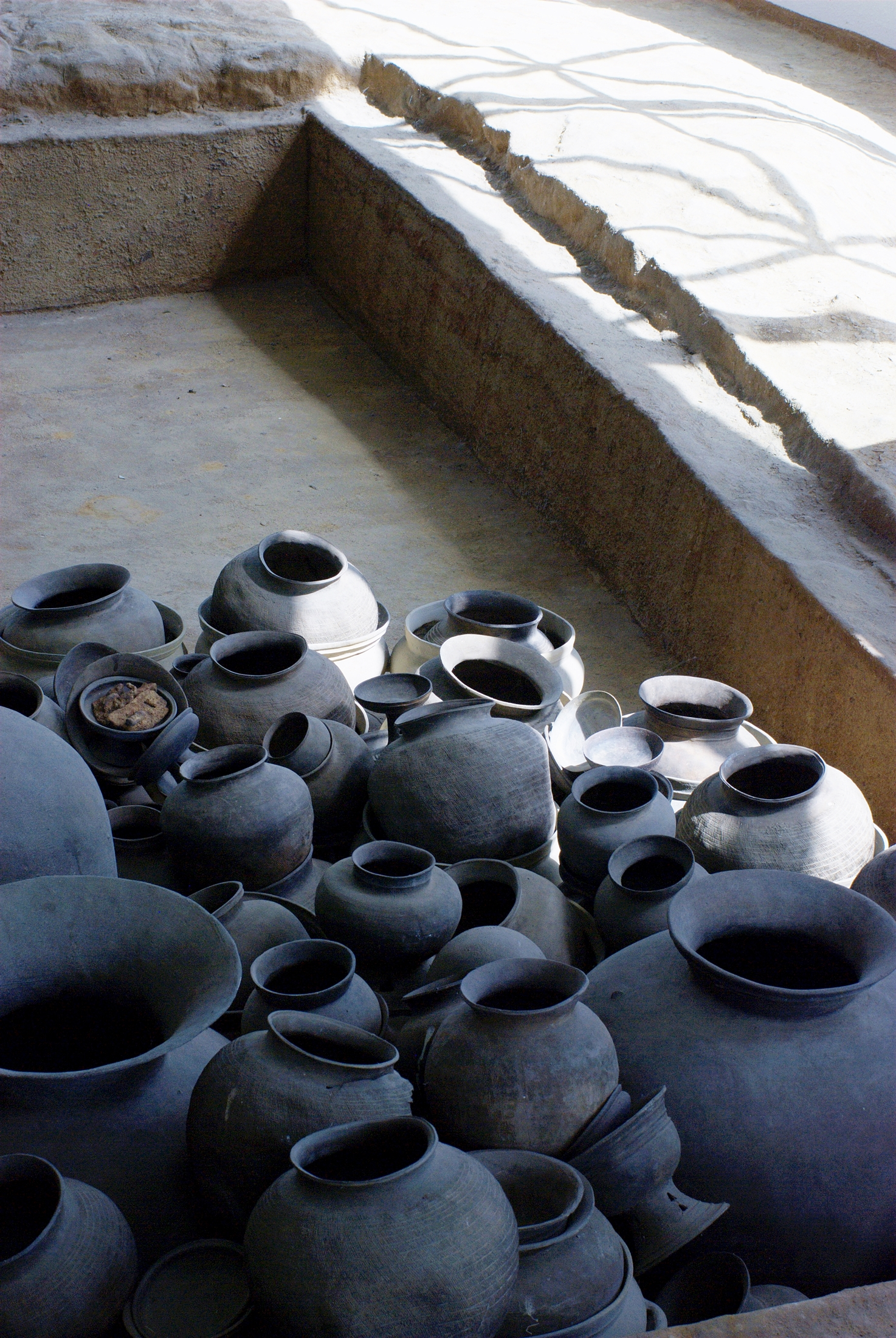
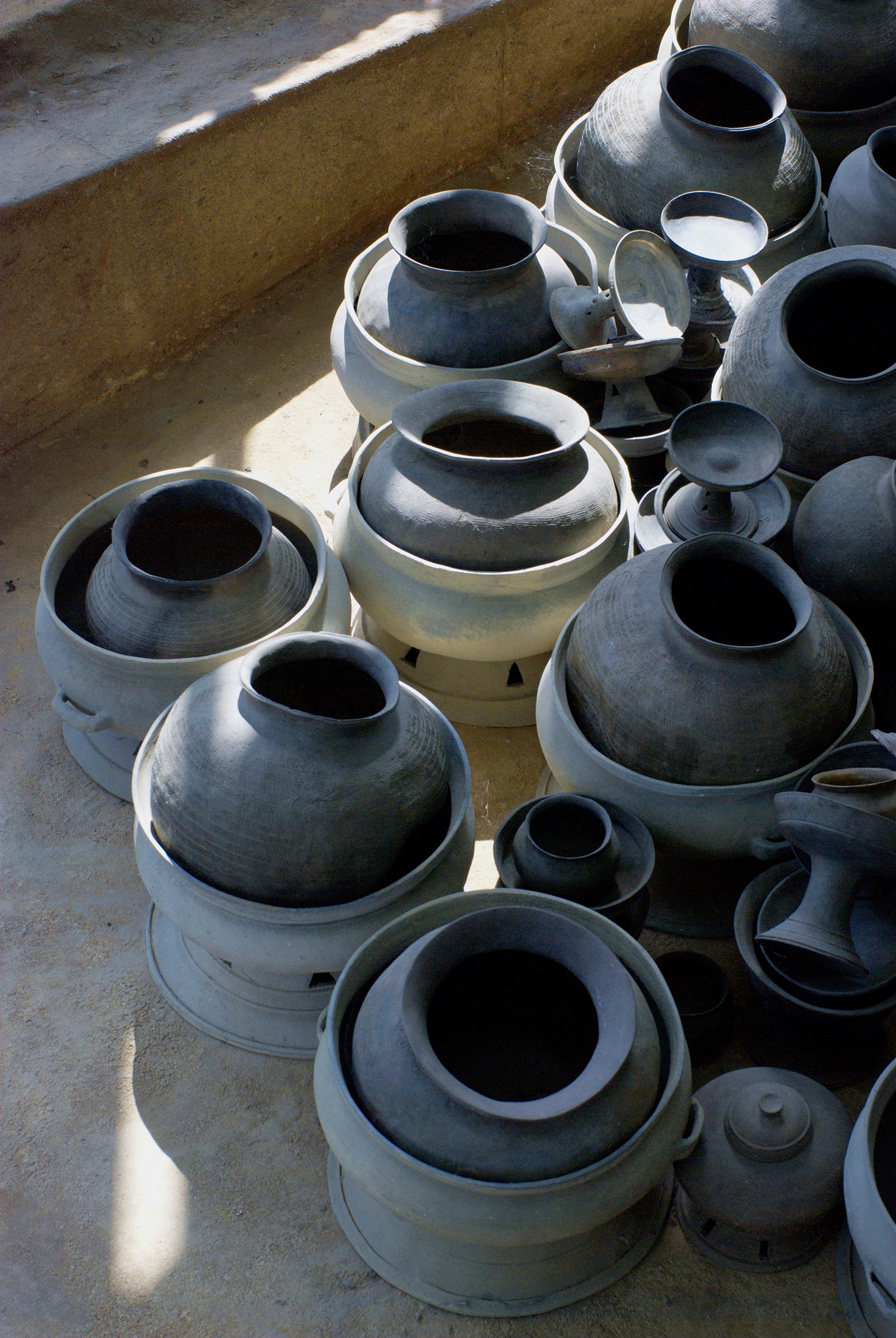
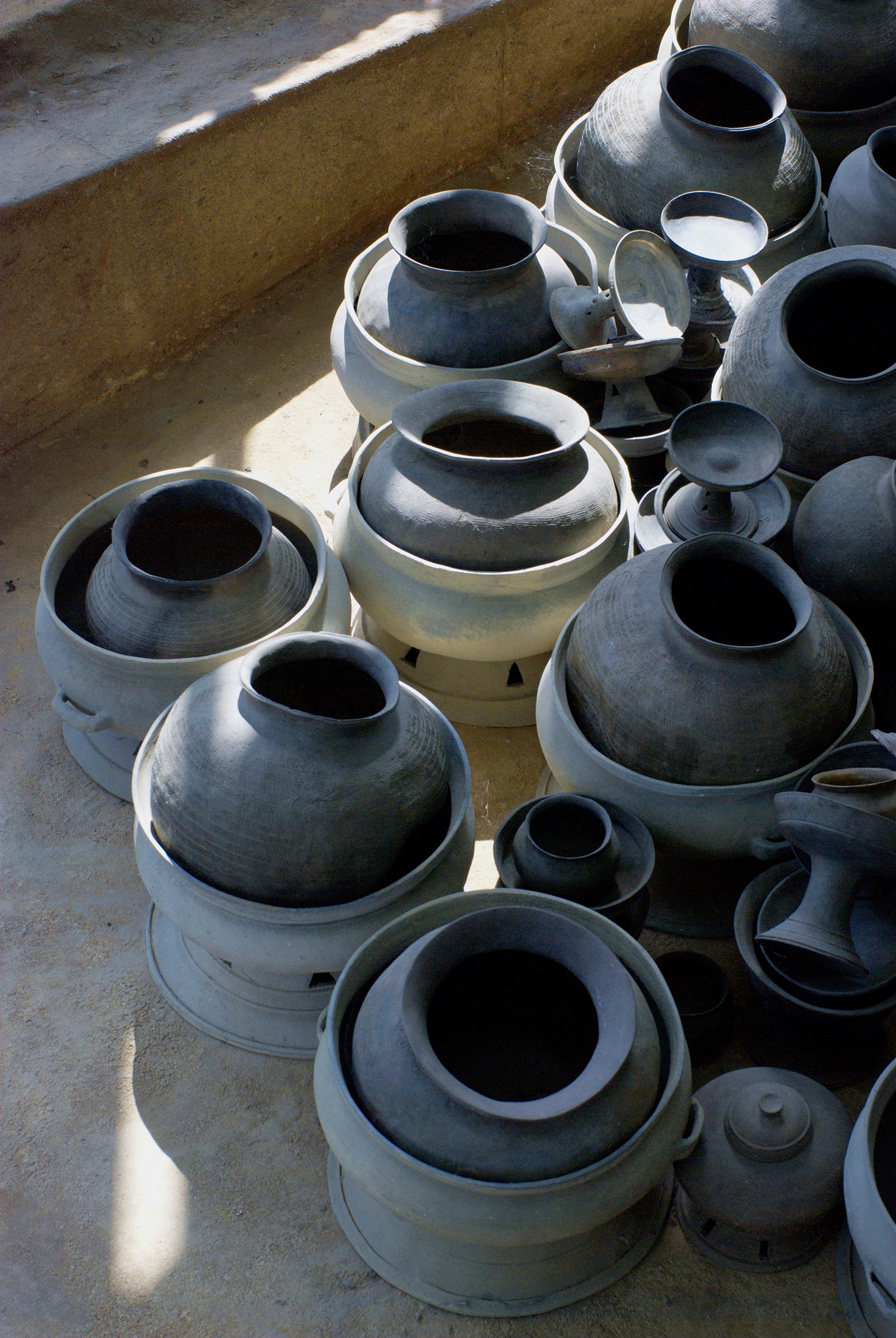

## 참고 문헌
- 이 문서에는 다음커뮤니케이션(현 카카오)에서 GFDL 또는 CC-SA 라이선스로 배포한 글로벌 세계대백과사전의 내용을 기초로 작성된 글이 포함되어 있습니다.

## 같이 보기
- 복산동

## 참고 자료
- 부산 복천동 고분군 - 국가유산청 국가유산포털